# Нибладзе, Ираклий Ильич
Ираклий Ильич Нибладзе (1906—1984) — 1-й заместитель министра государственной безопасности Грузинской ССР, генерал-майор (1945).

## Биография
Член ВКП(б). В 1944—1948 заместитель наркома—министра государственной безопасности Грузинской ССР. В 1948—1951 1-й заместитель министра государственной безопасности Грузинской ССР. С 1951 1-й заместитель министра внутренних дел Грузинской ССР. В 1952 начальник Управления МГБ по Тбилисской области. С 25 марта по июнь 1954 заместитель председателя КГБ ГССР.

### Звания
- 05.05.1942, майор государственной безопасности;[5]
- 14.02.1943, полковник государственной безопасности;
- 19.08.1944, комиссар государственной безопасности;
- 09.07.1945, генерал-майор.[6][7]

### Награды
- Ордена Отечественной войны 1-й и 2-й степеней;
- Медали.